# Сатпаєвський сільський округ (Аксуатський район)
Сатпа́євський сільський округ (каз. Сәтбаев ауылдық округі, рос. Сатпаевский сельский округ) — адміністративна одиниця у складі Аксуатського району Абайської області Казахстану. Адміністративний центр — село Сатпаєв.
Населення — 925 осіб (2021; 1232 у 2009, 1642 у 1999, 2213 у 1989).
Станом на 1989 рік існувала Сатпаєвська сільська рада (села імені Карла Маркса, Сатпаєво, Сулутал) колишнього Аксуатського району Семипалатинської області. Села Бесшатир, імені Карла Маркса, Оркен, Тогасбай були ліквідовані 1998 року, однак село імені Карла Маркса було невдовзі відновлене як село Коктубек.

## Склад
До складу округу входять такі населені пункти:
| Населений пункт | Старі назви        | Населення, осіб (1989) | Населення, осіб (1999) | Населення, осіб (2009) | Населення, осіб (2021) |
| --------------- | ------------------ | ---------------------- | ---------------------- | ---------------------- | ---------------------- |
| Коктубек, село  | імені Карла Маркса | 417                    | 499                    | 474                    | 313                    |
| Сатпаєв, село   | Сатпаєво           | 1494                   | 952                    | 632                    | 530                    |
| Сулутал, село   | -                  | 302                    | 191                    | 126                    | 81                     |
| --Акан, село    | -                  | -                      | -                      | -                      | 1                      |